# Buteo hemilasius
La poiana degli altipiani (Buteo hemilasius, Temminck e Schlegel 1844) è un uccello della famiglia degli Accipitridi dell'ordine degli Accipitriformi.

## Sistematica
Buteo hemilasius non ha sottospecie, è monospecifico.

## Distribuzione e habitat
Questo uccello è diffuso nelle foreste boreali dell'Asia centrale, dal Kazakistan al Giappone, fino all'India e all'Iran a sud.